# Шатерники
Шате́рники — село в Україні, в Ганнопільській сільській громаді Шепетівського району Хмельницької області.
Населення становить 506 осіб. Розташоване на річці Нирка (притока Жарихи).

## Історія
Село довгий час належало Острозьким.
На кінець 19 століття — 64 будинки та 527 жителів.
У 1906 році село Аннопільської волості Острозького повіту Волинської губернії. Відстань від повітового міста 32 верст, від волості 3. Дворів 91, мешканців 617.
7 (20) листопада 1917 року, відповідно до Третього Універсалу Української Центральної Ради, увійшло до складу Української Народної Республіки.
12 червня 2020 року, відповідно до розпорядження Кабінету Міністрів України № 727-р «Про визначення адміністративних центрів та затвердження територій територіальних громад Хмельницької області», увійшло до складу Ганнопільської сільської територіальної громади
19 липня 2020 року, в результаті адміністративно-територіальної реформи та ліквідації Славутського району, село увійшло до складу новоутвореного Шепетівського району.

## Населення
Згідно з переписом УРСР 1989 року чисельність наявного населення села становила 620 осіб, з яких 276 чоловіків та 344 жінки.
За переписом населення України 2001 року в селі мешкала 501 особа.

### Мова
Розподіл населення за рідною мовою за даними перепису 2001 року:
| Мова       | Відсоток |
| ---------- | -------- |
| українська | 100 %    |

## Символіка
Затверджена 17 вересня 2015 року рішенням № 3 LVIII сесії сільської ради VI скликання. Герб є промовистим.

### Герб
У лазуровому щиті з шиповидно перетятою зеленим і срібним базою виходить срібне відкрите шатро, в якому золотий уширений хрест. Щит вписаний у декоративний картуш і увінчаний золотою сільською короною. Унизу картуша напис «ШАТЕРНИКИ».
Срібне шатро символізує назву поселення, а також його виникнення серед болотистої місцевості на острові. Золотий хрест — символ християнства і водночас Волині. Корона означає статус населеного пункту.

### Прапор
Квадратне полотнище складається з трьох горизонтальних смуг — білої, зеленої і білої у співвідношенні 10:1:1, зелена і біла розділені шиповидно. На білій смузі знизу до середини верху виходить синій трикутник, в центрі якого жовтий уширений хрест.